# James Dunlop
James Dunlop, född den 31 oktober 1793 i Dalry, död den 22 september 1848 i Kincumber, Nya Sydwales, var en skotsk astronom, som var verksam i Australien. 
Dunlop, som till att börja med arbetade i en mekanisk verkstad, konstruerade från 1810 teleskop. Efter att han 1820 stiftade bekantskap med Thomas Brisbane började han alltmer intressera sig för astronomi. År 1821 blev han assistent till Karl Rümker i det nyupprättade observatoriet i Parramatta. Åren 1827–1831 arbetade han i Brisbanes privata observatorium i Roxburgh i Skottland. År 1831 blev han föreståndare för observatoriet i Parramatta, vilket han förblev till 1847. Dunlop publicerad en katalog över 7 835 dubbelstjärnor (utkommen 1826) liksom en katalog över 629 nyupptäckta nebulosor (utkommen 1828). Han tilldelades Royal Astronomical Societys guldmedalj 1828 och Lalandepriset 1835. År 1832 blev han Fellow of the Royal Society of Edinburgh.
Asteroiden 58424 Jamesdunlop är uppkallad efter honom.